# Babe McCarthy
James Harrison McCarthy, detto Babe (Baldwyn, 1º ottobre 1923 – Baldwyn, 18 marzo 1975), è stato un allenatore di pallacanestro statunitense, professionista nella ABA.

## Statistiche

### Allenatore

#### ABA
| Stagione | Squadra           | Regular Season | Regular Season | Regular Season | Regular Season | Regular Season            | Post Season                                            |
| Stagione | Squadra           | V              | P              | % V            | G              | Posizione finale          | Post Season                                            |
| -------- | ----------------- | -------------- | -------------- | -------------- | -------------- | ------------------------- | ------------------------------------------------------ |
| 1967-68  | N.O. Buccaneers   | 48             | 30             | 61,5           | 78             | 1º nella Western Division | Sconfitto alle Finali ABA dai Pipers (3-4)             |
| 1968-69  | N.O. Buccaneers   | 46             | 32             | 59,0           | 78             | 2º nella Western Division | Sconfitto alle Finali di Division dagli Oaks (0-4)     |
| 1969-70  | N.O. Buccaneers   | 42             | 42             | 50,0           | 84             | 5º nella Western Division |                                                        |
| 1970-71  | Memphis Pros      | 41             | 43             | 48,8           | 84             | 3º nella Western Division | Sconfitto alle Semifinali di Division dai Pacers (0-4) |
| 1971-72  | Memphis Pros      | 26             | 58             | 31,0           | 84             | 5º nella Western Division |                                                        |
| 1972-73  | Dallas Chaparrals | 24             | 48             | 33,3           | 72             | 5º nella Western Division |                                                        |
| 1973-74  | Kentucky Colonels | 53             | 31             | 63,1           | 84             | 2º nella Eastern Division | Sconfitto alle Finali di Division dai Nets (0-4)       |
|          | Carriera ABA      | 280            | 284            | 49,6           | 564            |                           |                                                        |

## Palmarès
- ABA Coach of the Year Award (1974)
- ABA All-Star Game head coaches: 3 (record condiviso con Larry Brown)

1968, 1970, 1974